# Acantholipes acephala
Acantholipes acephala is een vlinder van de familie van de spinneruilen (Erebidae), van de onderfamilie van de Erebinae. De wetenschappelijke naam van deze soort is voor het eerst voorgesteld door Embrik Strand in een publicatie uit 1912.
De soort komt voor in Congo-Kinshasa.